# آنا الباكيان
آنا الباكيان هي ممثلة أرمنية (وحملت سابقاً جنسية الاتحاد السوفيتي)، ولدت في 5 سبتمبر 1963 بيريفان في أرمينيا. من الجوائز التي نالتها Honored Artist of Armenia ‏.

## جوائز
- Honored Artist of Armenia [الإنجليزية]‏

## وصلات خارجية
- آنا الباكيان على موقع IMDb (الإنجليزية)
- آنا الباكيان على موقع قاعدة بيانات الفيلم (الإنجليزية)
- آنا الباكيان على موقع كينوبويسك (الروسية)